# Congregazione delle carmelitane di Trivandrum
La Congregazione delle Carmelitane di Trivandrum (in inglese Congregation of the Carmelite Religious of Trivandrum) è un istituto religioso femminile di diritto pontificio: le suore di questa congregazione pospongono al loro nome la sigla C.C.R.

## Storia
Le origini risalgono alla fondazione fatta nel 1880 dalle suore del Carmelo apostolico di Mangalore di un convento a Trivandrum, nel vicariato apostolico di Quilon, a opera di madre Maria Elia di Santa Teresa.
La suora faceva parte del gruppo di religiose che nel 1868 avevano dato inizio a Bayonne al Carmelo apostolico: quando nel 1878 i carmelitani scalzi abbandonarono Mangalore ella, volendo continuare a lavorare sotto la direzione di quei religiosi, si trasferì nel vicariato apostolico di Quilon, retto dal carmelitano scalzo Ferdinando di Santa Maria Ossi.
A Quilon esisteva già un convento di suore del Carmelo apostolico dal 1875 e nel 1885 ne fu fondato un altro a Tangasseri: il 18 dicembre 1908 il vescovo Luigi di Santa Maria Benziger unì i tre conventi in una nuova congregazione sotto il suo governo immediato e diede alle religiose il nome di Terz'ordine apostolico di Nostra Signora del Carmelo.
L'istituto, aggregato all'ordine dei carmelitani scalzi dal 5 settembre 1892, ricevette il pontificio decreto di lode il 7 febbraio 1950 e le sue costituzioni furono approvate definitivamente il 13 novembre 1957.

## Attività e diffusione
Le suore si dedicano all'istruzione della gioventù, alla cura degli orfani, al lavoro nelle parrocchie e nelle stazioni missionarie.
Oltre che in India, le suore sono presenti in Germania, in Italia, negli Stati Uniti d'America e in Africa; la sede generalizia è a Thiruvananthapuram.
Alla fine del 2011 la congregazione contava 566 religiose in 74 case.